# Molokànovo
Molokànovo (en rus: Молоканово) és un poble de Baixkíria, a Rússia, que en el cens del 2010 tenia 338 habitants. Pertany al districte de Iermolàievo.